# Бонконте да Монтефелтро
Бонкòнте да Монтефèлтро (на италиански: Bonconte da Montefeltro; * 60-те г. на XIII в., Урбино, Графство Урбино; † 11 юни 1289, Пиана ди Кампалдино) от рода Да Монтефелтро е италиански генерал от гибелинската партия.
Не трябва да се бърка с Бонконте I да Монтефелтро.

## Произход
Той е син на Гуидо да Монтефелтро Стари (* ок. 1220/1225; † 1298), един от най-известните кондотиери на своето време и един от най-важните лидери на проимперската партия на гибелините в Романя, политик, граф на Урбино и граф на Монтефелтро, и на съпругата му Манентеса ди Джаджоло. По бащина линия е внук на  Монтефелтрано II да Монтефелтро, кондотиер, господар на Урбино, граф на Монтефелтро и на Пиетрарубия, а по майчина – на Гуидо, граф на Джаджоло. Има трима или четирима братя:
- Федерико I († 1322), 4-ти граф на Урбино (1302 – 1322), граф на Монтефелтро, господар на Серунгарина и Монте Кампанаро, за кратко господар на Фано, Пезаро, Сенигалия и др., политик, капитан на наемническа дружина, женен;
- Уголино (* 1260, † 1321), духовник, ректор на капитула на катедралата „Сан Лео“
- Корадо († 1317), монах от Августинските отшелници, по-късно епископ на Урбино;
- Лечо († 1289)

## Биография
Буонконте да Монтефелтро е военен професионалист, посветен в рицарство от Рудолф I Хабсбург. Неговата биография е тясно свързана с град Арецо, където през първата половина на 1289 г. е капитан на народа. Ролята му се допълва от бурната политическа и военна дейност на баща му, насочена към обединение на гибелините в Тоскана.
През 1287 г. в Арецо е сформирано народно правителство, което отстранява гибелините и влиза в конфликт с епископ Уголино дели Убертини. Скоро обаче магнатите и от двете страни се обединяват и връщат властта на епископа, който премахва гилдиите и прогонва гвелфите, включително техни съюзници, йоито бягат във Флоренция. Буонконте като един от ключовите действащи лица в прогонването на гвелфите от Арецо, заедно с други изгнаници. На 1 юни 1288 г. разтревожените флорентинци мобилизират армия срещу града, но неуспешната обсада завършва с стратегически хаос. Отделен сиенски контингент от 3400 души се опитва да превземе замъка Лучиняно, но е изненадан и разгромен от Буонконте и Гулиелмино де’ Паци край Пиеве ал Топо. Победата укрепва гибелинската фракция и издига репутацията на Буонконте като военен лидер. Тази победа вероятно подтиква баща му Гуидо да Монтефелтро да се завърне на сцената като подест на Пиза. Докато Гуидо води дипломатически и военни действия, Буонконте продължава кампанията си в Арецо, включително нападения в южна и източна Тоскана. Двамата подготвят координирана атака срещу Флоренция. На 7 април 1289 г., осъзнавайки заплахата, папа Николай IV открива процес срещу Буонконте, Гуидо и Галасо да Монтефелтро. Въпреки това няма реализирана комбинирана атака и през юни флорентинската армия достига Арецо без сериозна съпротива. В дните преди битката Буонконте е изпратен в Бибиена да проучи вражеската сила. Завръща се със съвет да не се води битка, което му носи обвинения в страхливост от епископа. Спорът завършва с думите на Буонконте: Si venerati, quo ego, numquam revertemini – загатка, достойна за размисъл.
На 11 юни 1289 г., на празника на Свети Барнаба, край Попи в Казентино се води битката при Кампалдино – една от най-решаващите средновековни битки в Централна Италия, в която участва и самият Данте Алигиери. Флорентинците мобилизират над 10 000 души, срещу елита на гибелините. Сражението е жестоко – гибелините са разбити, губят над 1700 бойци и тримата си главнокомандващи, включително Буонконте. Гибелините, водени от Бонконте, Гулиелмино де’ Паци и епископ Уголино, повеждат армия от 800 рицари и 8000 пехотинци срещу значително по-големите сили на гвелфите, които разполагали с двойно повече рицари. Въпреки численото превъзходство на врага, гибелините приели битката, която продължава целия ден. Решаващият момент настъпва, когато флорентинският подест Корсо Донати, начело на кавалерия от Пистоя, атакува фланга на гибелините, предизвиквайки бягство. В същото време техният собствен резерв, командван от Гуидо Новело да Полента, се оттегля, без да влезе в бой. Битката завършва с унищожителна загуба за гибелините: над 1700 убити и 2000 пленени. И тримата им командири, включително Бонконте, падат на бойното поле, както и много други рицари, сред тях синовете на Фарината дели Уберти. Един от командирите на гвелфите – Гийом дьо Дюрфор, също загива. Въпреки тежката гибелинска загуба Флоренция не успява да превземе Арецо.
Тялото на Бонконте така и не е открито. Съществуват недоказани хипотези – че се е оттеглил с хората си и е бил убит далеч от бойното поле, или че тялото му е станало неузнаваемо в хаоса. Легендата за доблестен млад рицар, загинал трагично, бързо вдъхновява Данте Алгиери, който го включва в Песен V от „Чистилище“.

## В „Божествена комедия“
Бонконте се появява в Песен V от „Чистилище“: Данте му приписва разкаяние в последния момент и именно на това се дължи неуспехът да намери тялото му. Сцената, която поетът изобразява, е много известна: дявол се готви да отведе душата на Бонконте в Ада, но последната дума на кондотиера, „прободена в гърлото“, е призив към Дева Мария, а последното му действие е да образува кръст с ръцете си. Това е достатъчно, за да го оправдае в очите на Бог. Ангел придружава душата му до Чистилището и дяволът няма друг избор, освен да си отмъсти, като разпали яростна буря вечерта (засвидетелствано от хрониките), която отнася неодушевеното тяло на Бонконте от устието на потока Арчиано в бурните води на Арно, разтваряйки знака му на кръста и разпръсквайки завинаги клетия труп сред отломките („тогава ме покри с плячката си и го обгради“).
Критиците тълкуват образа като автобиографичен, тъй като самият Данте вероятно се е сражавал в битката. Някои дори предполагат, че той лично е убил Буонконте – спекулация без доказателства. Буонконте е представен като контраст на баща си Гуидо: докато старият граф крие името си, младият рицар се гордее с него и желае да бъде помнен.

## Брак и потомство
∞ за Джована, спомената в стих 89 от Песен V от „Чистилище“, от която има една дъщеря:
- Манентеса (или Рикарда) да Монтефелтро , ∞ за Гуидо Салватико от графовете Гуиди, граф на Довадола